# TAN-SAHSA 414便墜落事故
TAN-SAHSA 414便墜落事故は、1989年10月21日にホンジュラスで発生した航空事故である。フアン・サンタマリーア国際空港からトンコンティン国際空港へ向かっていたTAN-SAHSA 414便が空港手前の山に墜落した。乗員乗客146人中131人が死亡した。墜落直後、生存者は20人ほどいたが、悪天候により救助隊の到着が遅れ5人が死亡した。また、この事故は中央アメリカで発生した航空事故としては最悪のものである。

## 事故機
事故機のボーイング727-224（N88705）は1969年に製造され、コンチネンタル航空に納入された。1981年からコンチネンタル航空がTAN-SAHSAにリースしており、機体記号は変更されていなかった。

## 事故の経緯

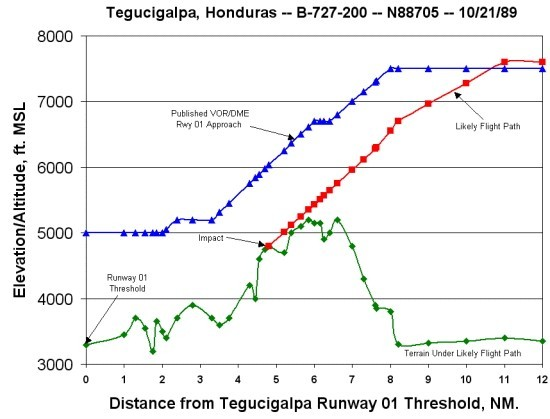
414便の飛行経路

414便はフアン・サンタマリーア国際空港からマナグア国際空港を経由してトンコンティン国際空港へ向かう国際定期旅客便だった。トンコンティン国際空港の滑走路01へはVOR/DMEでの着陸進入を許可された。トンコンティン国際空港付近は標高が高いため、7,500フィート (2,300 m)から段階的に降下する必要があった。しかし、パイロットは7,600フィート (2,300 m)から一定の降下率で降下を続けた。414便は通常よりもはるかに低い高度を飛び続けた。最終的に機体は標高4,800フィート (1,500 m)の山に激突した。
墜落の衝撃により機体は3つに分断された。機首が上がった状態で墜落したため、生存者は機体前方に集中していた。

## 事故後
国家運輸安全委員会とホンジュラスの民間航空局が調査を行った。調査が行われているなか、機長と副操縦士、航空機関士は業務上過失致死の疑いで告訴された。
事故から5ヶ月後の1990年3月21日、貨物便（ロッキード L-188）が414便と同様の原因でのトンコンティン国際空港の程近くに墜落した。